# Moto C (2017)
Moto C é um smartphone desenvolvido e fabricado pela Lenovo e vendido sob a marca Motorola. Ele é um dispositivo feito principalmente para mercados emergentes. Foi lançado dia 1 de maio de 2017 e tem um preço considerado de baixo custo. O foco destes aparelhos está em oferecer boas especificações, mas cobrando pouco por isso. Esta é uma tentativa de combater o avanço das fabricantes chinesas que oferecem smartphones cada vez mais baratos.

## Especificações
- Bateria: 2.350 mAh (removível)
- Android 7.0 Nougat
- Tela: 5 polegadas com display de 854x480 pixels
- Câmeras: frontal de 2 MP e traseira de 5 MP
- Processador: MediaTek quad-core 32-bit de 1.3 GHz
- Memória: 903 mb de RAM, 8GB de espaço interno e até 32GB expansível
- Cores: cereja, branco, dourado e preto

## Moto C Plus
É uma versão melhorada, e proporcionalmente mais cara, do Moto C.

### Especificações
- Bateria: 4.000 mAh (removível)
- Processador: MediaTek quad-core 64-bit
- Android 7.0 Nougat
- Tela: 5 polegadas com display HD (1280x720 pixels)
- Memória: 1 GB de RAM, 16 GB de espaço interno e até 32GB expansível
- Cores: cereja, branco, dourado e preto
- Câmeras: frontal de 2 MP e traseira de 8 MP
- Dual SIM[3]